# بول ويست
بول ويست (بالإنجليزية: Paul West)‏ (و. 1871 – 1918 م) هو كاتب سيناريو، ومخرج أفلام، وصحفي، وكاتب، وشاعر غنائي أمريكي، ولد في بوسطن، توفي عن عمر يناهز 47 عاماً.

## وصلات خارجية
- بول ويست على موقع IMDb (الإنجليزية)
- بول ويست على موقع أول موفي (الإنجليزية)
- بول ويست على موقع قاعدة بيانات برودواي على الإنترنت (الإنجليزية)
- بول ويست على موقع قاعدة بيانات الأفلام السويدية (السويدية)
- بول ويست على موقع قاعدة بيانات الفيلم (الإنجليزية)